# Dolmen du Crapaud

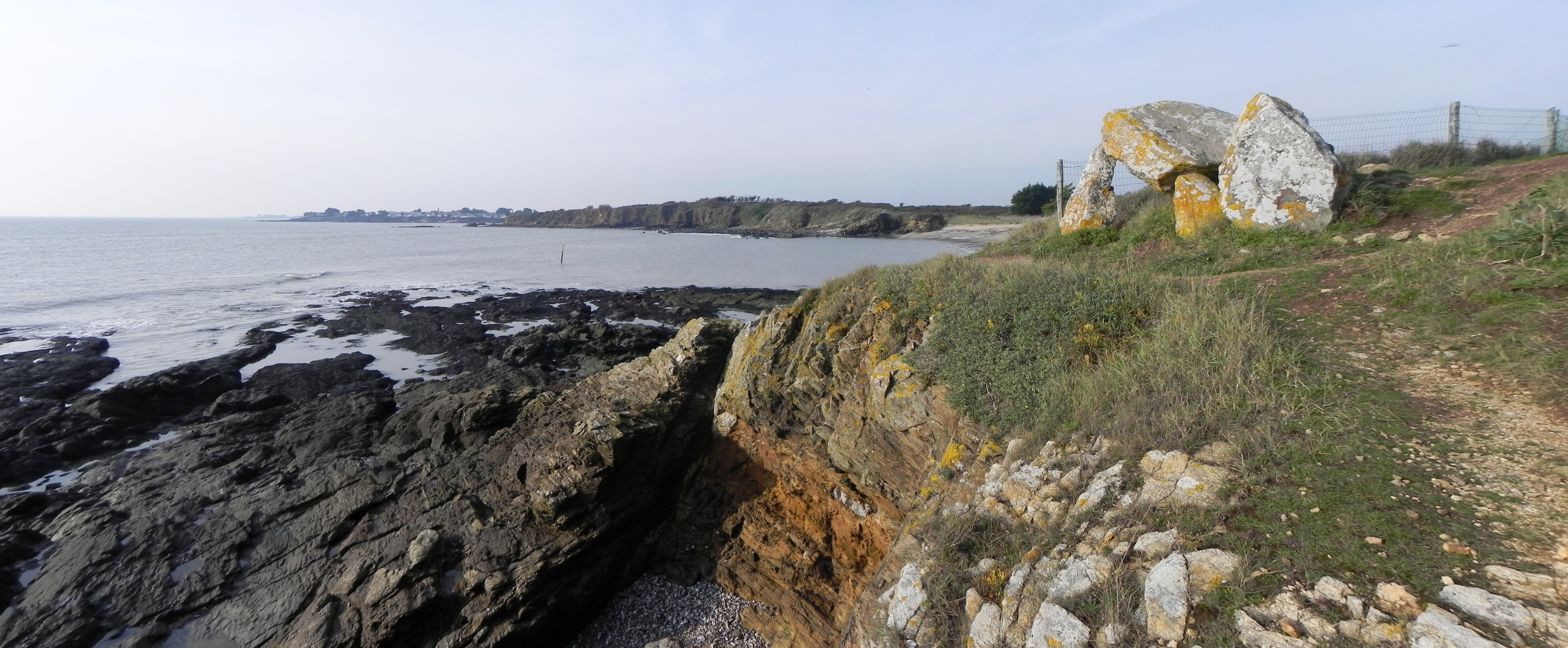
Dolmen du Crapaud

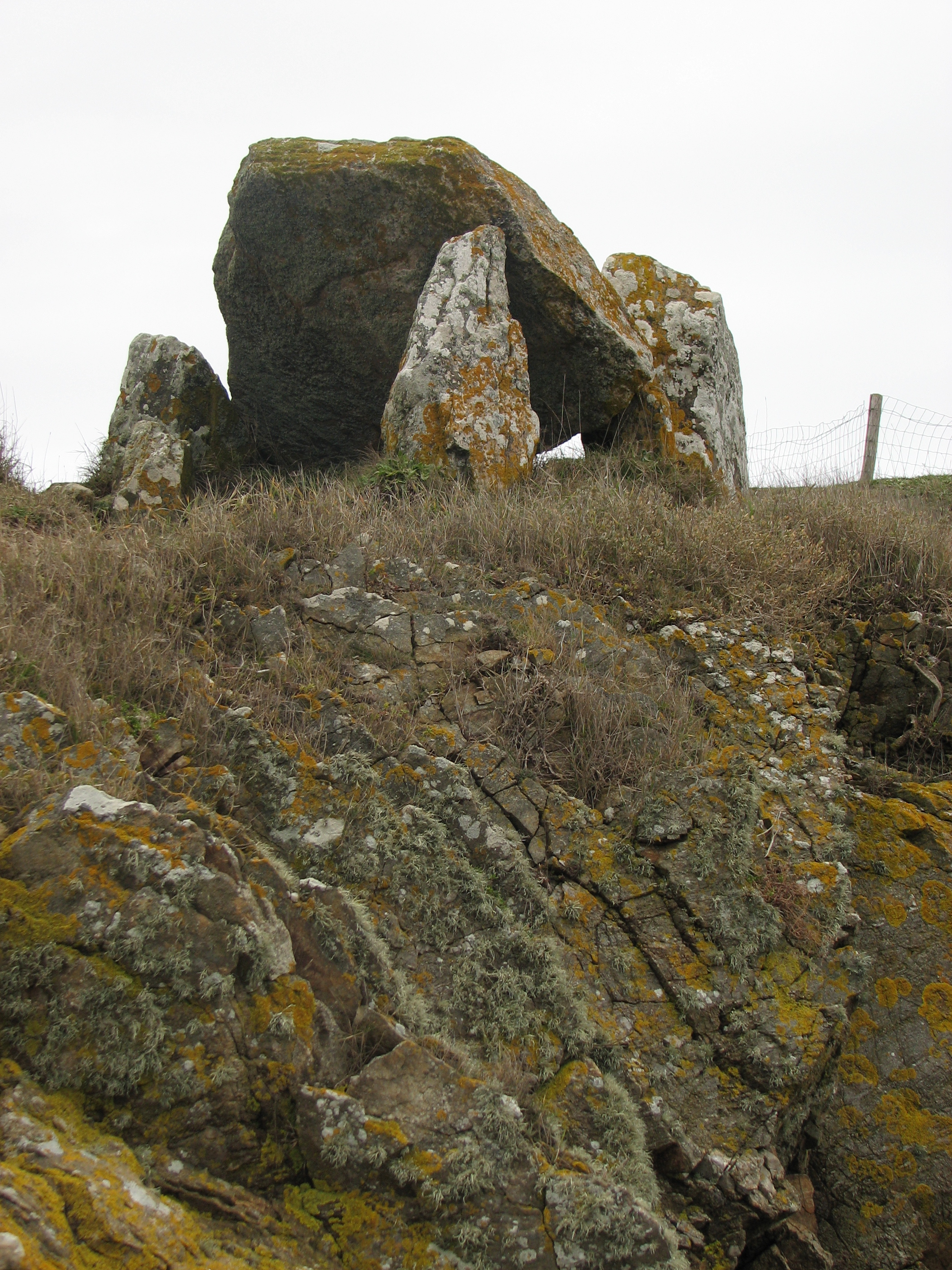
Dolmen du Crapaud

Der Dolmen du Crapaud (auch Dolmen an Tosseg genannt) liegt südlich von Billiers, auf der Klippe am Ostende des „Plage des Granges“ (Strand) im Département Morbihan, in der Bretagne in Frankreich. Der extrem meernahe Dolmen du Crapaud wurde 1978 als historisches Denkmal eingestuft. Dolmen ist in Frankreich der Oberbegriff für Megalithanlagen aller Art (siehe: Französische Nomenklatur).
Ein Großteil der ursprünglichen Anlage ist der Erosion zum Opfer gefallen. Erhalten sind der verkippte, etwa mehr als 2,0 × 2,0 m messende Deckstein, der sich an ein Paar kleiner Tragsteine anlehnt und ein weiterer Stein.
In der Nähe liegen die Dolmen des Grays und im äußersten Südosten des Départements Morbihan der Rest des Dolmen von Méarzenne in Pénestin.
Le Crapaud heißt auch der bizarre Fels „La Pierre Double“ nördlich von Morlaix im Département Finistère.